# Милтиадис Хурмузис
Милтиадис (Михаил) Хурмузис (на гръцки: Μιλτιάδης Χουρμούζης, Μιχαήλ) e гръцки писател. По негови творби Сава Доброплодни поставя за пръв път побългарената комедия „Михал Мишкоед“.